# Kelsey Tessier
Pour les articles homonymes, voir Tessier.
Kelsey Tessier (né le 16 janvier 1990 à Fredericton, province du Nouveau-Brunswick au Canada) est un joueur canadien de hockey sur glace qui évolue au poste de centre.

## Carrière de joueur
Il commence sa carrière en 2006 dans la Ligue de hockey junior majeur du Québec en jouant pour les Remparts de Québec.
Il est choisi en 2008 au cours du repêchage d'entrée dans la Ligue nationale de hockey par l'Avalanche du Colorado en 4e ronde, en 110e position. Initialement, Tessier ne devait être que de passage à Québec, lui qui prévoyait de retourner jouer dans une high school au Colorado. Patrick Roy le convainc cependant lui et ses parents que les Remparts de Québec sauront tout aussi bien lui convenir. C'est ainsi que Kelsey Tessier commence sa carrière dans la Ligue de hockey junior majeur du Québec.
Au début du mois de janvier 2007, il fait partie de l'équipe du Nouveau-Brunswick aux Jeux du Canada. Il finira premier marqueur du tournoi avec une récolte exceptionnelle de 27 points en seulement 6 matchs.
À l'été 2007, il est invité au camp de l'équipe du Canada des moins de 18 ans. Il réussit à intégrer l'équipe et il participe au Mémorial Ivan Hlinka qui se joue en République tchèque. Malheureusement, l'équipe ne réussira qu'à obtenir une 4e place.
En 2007-2008, Kelsey connait une excellente saison avec les Remparts de Québec, ce qui le place en bonne position pour le repêchage 2008 de la LNH. Il est finalement choisi au 4e tour par l'Avalanche du Colorado.

## Trophées et honneurs personnels
- Ligue de hockey junior majeur du Québec
  - 2007 - sélectionné dans l'équipe du Nouveau-Brunswick pour les Jeux du Canada 2007.
  - 2007 - sélectionné dans l'équipe Canadienne des moins de 18 ans au Mémorial Ivan Hlinka.
  - 2007 - sélectionné dans l'équipe d'étoiles de la LHJMQ au Défi ADT Canada-Russie.
  - 2007 - élu joueur étudiant du mois de novembre chez les Remparts de Québec.
  - 2008 - sélectionné pour participer au Match des Meilleurs Espoirs Home Hardware 2008.
  - 2008 - sélectionné dans l'équipe d'étoiles de la LHJMQ au Défi ADT Canada-Russie.
  - 2023 - Champion de France avec les Dragons de Rouen

## Statistiques
| Saison    | Équipe                                       | Ligue          |    | Saison régulière | Saison régulière | Saison régulière | Saison régulière | Saison régulière |    | Séries éliminatoires | Séries éliminatoires | Séries éliminatoires | Séries éliminatoires | Séries éliminatoires |
| Saison    | Équipe                                       | Ligue          | PJ | B                | A                | Pts              | Pun              | PJ               | B  | A                    | Pts                  | Pun                  |                      |                      |
| 2006-2007 | Remparts de Québec                           | LHJMQ          | 63 | 23               | 27               | 50               | 40               | 5                | 1  | 5                    | 6                    | 0                    |                      |                      |
| 2007-2008 | Remparts de Québec                           | LHJMQ          | 68 | 36               | 45               | 81               | 73               | 11               | 8  | 7                    | 15                   | 10                   |                      |                      |
| 2008-2009 | Remparts de Québec                           | LHJMQ          | 64 | 25               | 35               | 60               | 43               | 17               | 9  | 2                    | 11                   | 21                   |                      |                      |
| 2009-2010 | Remparts de Québec                           | LHJMQ          | 39 | 12               | 29               | 41               | 21               |                  |    |                      |                      |                      |                      |                      |
| 2009-2010 | Wildcats de Moncton                          | LHJMQ          | 15 | 7                | 5                | 12               | 12               | 21               | 14 | 16                   | 30                   | 14                   |                      |                      |
| 2010      | Wildcats de Moncton                          | Coupe Memorial |    |                  |                  |                  |                  | 3                | 0  | 1                    | 1                    | 2                    |                      |                      |
| 2010-2011 | Wolf Pack de Hartford / Whale du Connecticut | LAH            | 75 | 10               | 18               | 28               | 19               | 6                | 0  | 1                    | 1                    | 2                    |                      |                      |
| 2011-2012 | Whale du Connecticut                         | LAH            | 75 | 12               | 18               | 30               | 20               | 9                | 1  | 4                    | 5                    | 6                    |                      |                      |
| 2012-2013 | Whale du Connecticut                         | LAH            | 71 | 11               | 13               | 24               | 30               | -                | -  | -                    | -                    | -                    |                      |                      |
| 2013-2014 | Rögle BK                                     | Allsvenskan    | 52 | 15               | 27               | 42               | 48               | 16               | 8  | 1                    | 9                    | 8                    |                      |                      |
| 2014-2015 | Sport Vaasa                                  | Liiga          | 5  | 0                | 0                | 0                | 4                | -                | -  | -                    | -                    | -                    |                      |                      |
| 2014-2015 | Karlskrona HK                                | Allsvenskan    | 31 | 8                | 9                | 17               | 14               | 4                | 0  | 2                    | 2                    | 0                    |                      |                      |
| 2015-2016 | Rögle BK                                     | Allsvenskan    | 10 | 2                | 1                | 3                | 0                | -                | -  | -                    | -                    | -                    |                      |                      |
| 2015-2016 | IF Björklöven                                | Allsvenskan    | 17 | 4                | 5                | 9                | 22               | -                | -  | -                    | -                    | -                    |                      |                      |
| 2016-2017 | Vienna Capitals                              | EBEL           | 54 | 20               | 24               | 44               | 12               | 12               | 5  | 12                   | 17                   | 2                    |                      |                      |
| 2017-2018 | Vienna Capitals                              | EBEL           | 44 | 7                | 7                | 14               | 18               | 11               | 5  | 1                    | 6                    | 6                    |                      |                      |
| 2018-2019 | Vienna Capitals                              | EBEL           | 52 | 15               | 23               | 38               | 32               | -                | -  | -                    | -                    | -                    |                      |                      |
| 2019-2020 | VIK Västerås HK                              | Allsvenskan    | 50 | 11               | 29               | 40               | 22               | -                | -  | -                    | -                    | -                    |                      |                      |
| 2020-2021 | EC Bad Nauheim                               | DEL2           | 49 | 20               | 29               | 49               | 24               | -                | -  | -                    | -                    | -                    |                      |                      |
| 2021-2022 | Dragons de Rouen                             | Ligue Magnus   | 43 | 13               | 23               | 36               | 20               | 13               | 1  | 3                    | 4                    | 12                   |                      |                      |
| 2022-2023 | Dragons de Rouen                             | Ligue Magnus   | 44 | 28               | 29               | 57               | 12               | 16               | 6  | 10                   | 16                   | 33                   |                      |                      |